# Jos van Nieuwstadt
Jos van Nieuwstadt (Waalwijk, 19 november 1979) is een Nederlands voetballer die bij voorkeur als verdediger speelt. Hij verliet in de zomer van 2010 het betaald voetbal om per seizoen 2010/2011 voor amateurclub HSV Hoek te gaan spelen in de dan net opgerichte Topklasse. In het seizoen 2011/12 speelt hij voor FC Lienden.
Na 1 jaar FC Lienden vertrekt Van Nieuwstadt naar Zaterdag Topklasser vv Capelle, hier speelt Van Nieuwstadt 2 seizoenen.
Van Nieuwstadt speelde acht jaar voor Willem II in de eredivisie, waar hij zowel een periode vaste kracht was als een tijd reservespeler.
Van Nieuwstadt maakte deel uit van de selectie die zich wist te kwalificeren voor de Champions League in seizoen 1998-1999.
In de Champions League speelde Van Nieuwstadt 90 minuten tijdens de uitwedstrijd in Moskou tegen Spartak Moskou (1-1).
In seizoen 2004-2005 bereikte Willem II de bekerfinale en plaatste zich voor Europees voetbal in seizoen 2005-2006.
Daarop vertrok hij in 2006 naar Excelsior, waar hij weer een vaste kracht werd en tevens aanvoerder.
In juli 2008 tekende hij bij Doncaster Rovers FC in de Football League Championship. Jos van Nieuwstadt speelde 16 wedstrijden in dit seizoen maar liet daar vlak voor de start van het seizoen 2009/10 zijn contract ontbinden. In het seizoen 2009/2010 kwam hij uit voor SC Cambuur in de Jupiler League. In dit seizoen raakte Van Nieuwstadt meerdere keren geblesseerd waarop hij besloot te stoppen met betaald voetbal.
Als speler van Willem II kreeg Van Nieuwstadt van oefenmeester Robert Maaskant in zijn laatste seizoen af en toe een tribuneplaats toebedeeld. Hij sprak zich hierover uit in een krant, waarbij hij aangaf dat het misschien beter voor zijn carrière zou zijn als Willem II zou verliezen in de eerstvolgende wedstrijd, om zodoende het ontslag van de trainer te bespoedigen. De wedstrijd werd verloren en Maaskant moest inderdaad vertrekken. Van Nieuwstadt kwam er niet zonder straf vanaf. Het bestuur sprak hem aan over zijn uitspraken, maar uiteindelijk mocht de speler blijven. Na afloop van het seizoen zou hij alsnog vertrekken, hij verkaste naar Excelsior.
Momenteel is Van Nieuwstadt werkzaam als teammanager van het eerste elftal van Willem II.